# Pholidota katakiana
Pholidota katakiana är en orkidéart som beskrevs av Sandhyajyoti Phukan. Pholidota katakiana ingår i släktet Pholidota och familjen orkidéer. Inga underarter finns listade i Catalogue of Life.